# Małgorzata Buczkowska
Małgorzata Buczkowska-Szlenkier (ur. 25 sierpnia 1976 w Lublinie) – polska aktorka filmowa, telewizyjna i teatralna.

## Życiorys

### Wczesne lata
W trakcie nauki w szkole podstawowej trafiła do ogniska teatralnego Haliny i Jana Machulskich. W 1994 wyjechała do USA, gdzie ukończyła liceum i dostała się na studia, ale podjęła decyzję o powrocie do Polski. Niedługo później postanowiła zdawać do szkoły teatralnej. W 2002 ukończyła studia na Wydziale Aktorskim PWST w Krakowie i podjęła współpracę z Teatrem im. Stefana Jaracza w Łodzi oraz Teatrem Polskim we Wrocławiu.

### Kariera

#### Teatr
Będąc na IV roku studiów zagrała swoją pierwszą rolę w Teatrze im. Stefana Jaracza w Łodzi w spektaklu Bogdana Hussakowskiego pt. Samotna droga. Wkrótce przyszły kolejne, nagradzane na ogólnopolskich festiwalach teatralnych role. Za rolę Lisy w Blasku życia w reż. Mariusza Grzegorzka otrzymała Nagrodę Główną na V Festiwalu Dramaturgii Współczesnej „Rzeczywistość przedstawiona” w Zabrzu, Nagrodę Jury na IV Festiwalu Prapremier w Bydgoszczy oraz Grand Prix na XLVII Kaliskich Spotkaniach Teatralnych. W sezonach 2003/2004, 2004/2005, 2007/2008 nagrodzona Złotymi Maskami dla najlepszej aktorki sezonu za role Julii w norway.today, Petry w Sprawcach, Lisy w Blasku Życia oraz Janet w Habitacie.
Od 2012 współpracuje z TR Warszawa, grając w spektaklu Nietoperz w reż. Kornela Mundruczó.

#### Film i serial
Po raz pierwszy przed kamerą stanęła u boku Jerzego Radziwiłłowicza i Roberta Gonery w kultowym serialu kryminalnym pt. Glina w reż. Władysława Pasikowskiego, gdzie zagrała Ewę Wasiak. Kolejna rola, tym razem filmowa, to Hania w Masz na imię Justine w reż. Franco de Pena. Następnie zagrała jedną z głównych w filmie Oda do radości w reż. Anny Kazejak-Dawid, za którą otrzymała nagrodę Best Actress na Międzynarodowym Festiwalu Filmowym RiverRun w USA. Kolejne role to urocza Dorotka w filmie Statyści w reż. Michała Kwiecińskiego, naiwna pielęgniarka Dominika w hicie To nie tak, jak myślisz, kotku w reż. Sławomira Kryńskiego. Po tej roli Juliusz Machulski docenił jej talent komediowy i powierzył role w dwóch kolejnych filmach Ile waży koń trojański? oraz Kołysanka. Współpracowała z Jerzym Skolimowskim przy filmie Cztery noce z Anną.
Za drugoplanową rolę Leny w 0 1 0 Piotra Łazarkiewicza w 2008 otrzymała pierwszą nominację do Nagrody im. Zbyszka Cybulskiego. Rok później otrzymała kolejną nominację do tej nagrody za pierwszoplanową kreację w filmie Jestem twój Mariusza Grzegorzka.
Wystąpiła w uznanym w Polsce i za granicą filmie Agnieszki Smoczyńskiej pt. Fuga.
Na małym ekranie można ją oglądać m.in. w serialach Głęboka woda, w reż. Magdaleny Łazarkiewicz, Krew z krwi w reż. Xawerego Żuławskiego, Komisja morderstw w reż. Jarosława Marszewskiego i Adriana Panka. W 2019 zagrała Marię Sokołowską – główną rolę w serialu Canal+ pt. Zasada przyjemności w reż. Dariusza Jabłońskiego, który „Rzeczpospolita” określiła mianem arcydzieła kryminału (Barbara Hollender).

## Filmografia

### Filmy
- 2002: Chopin. Pragnienie miłości
- 2005: Oda do radości jako Aga
- 2005: Masz na imię Justine jako Hania
- 2006: Kilka fotografii jako Ewelina
- 2006: Statyści jako Dorota
- 2008: Cztery noce z Anną jako koleżanka Anny
- 2008: To nie tak jak myślisz, kotku jako siostra Dominika, kochanka Hoffmana
- 2008: 0 1 0 jako Lena
- 2009: Ile waży koń trojański? jako Teresa
- 2009: Jestem twój jako Marta
- 2009: Zero jako pielęgniarka
- 2010: Kołysanka jako żona Makarewicza
- 2011: Pokaż kotku, co masz w środku jako pielęgniarka
- 2011: Uwikłanie jako Hanna Kwiatkowska
- 2012: Ostra randka jako Lili
- 2013: Podejrzani zakochani jako okularnica
- 2013: Stacja Warszawa jako matka Filipa
- 2014: Facet (nie)potrzebny od zaraz jako Asia, żona Michała
- 2018: Fuga jako Ewa
- 2019: Na bank się uda jako Zuza
- 2019: Wszystko dla mojej matki jako Agata

### Seriale
- 2003: Glina jako Ewa Wasiak (odc. 3)
- 2003–2005: Sprawa na dziś jako Zośka, operator „Sprawy na dziś”
- 2003: Kasia i Tomek jako pielęgniarka (odc. 31)
- 2003: Na dobre i na złe jako Beata, koleżanka Agnieszki (odc. 165); jako Maryla Solska (odc. 553)
- 2004: Pensjonat pod Różą jako Teresa Król (odc. 8)
- 2005: Kryminalni jako Agnieszka (odc. 24)
- 2006: Mrok jako Ola (odc. 1, 5-6, 8)
- 2006: Królowie śródmieścia jako Adrianna (odc. 6)
- 2007: Twarzą w twarz jako córka Wnuka
- 2007: Prawo miasta jako Monika Bielik
- 2007: Odwróceni jako psycholog Ludmiła (odc. 7-8, 10)
- 2008–2009: Londyńczycy i Londyńczycy 2 jako Wiola
- 2008–2012: Barwy szczęścia jako Blanka Filipska
- 2008: Hotel pod żyrafą i nosorożcem jako doktor Gosia (odc. 7)
- 2009: Sprawiedliwi jako Bogna Kowalska
- 2009: Naznaczony jako Basia (odc. 11)
- 2010: Ojciec Mateusz jako Alina Kopeć, sekretarka w fabryce w Ćmielowie (odc. 60 Urwisko)
- 2011: Komisarz Alex jako Marta Lipska (odc. 7)
- 2011, 2013: Głęboka woda jako Marta Okulicka
- 2012: Krew z krwi jako Marlena Rota-Wieczorek (odc. 1-7)
- 2012: Prawo Agaty jako Renata Morawska (odc. 19)
- 2014: Ojciec Mateusz jako nauczycielka Maria Stawska (odc. 142)
- 2015: Prokurator jako Krystyna Wysocka (odc. 2)
- 2016: Komisja morderstw jako inspektor Alicja Grześkowiak
- 2019: Komisarz Alex jako Renata Brodzka (odc. 147)
- 2019: Zasada przyjemności jako nadkomisarz Maria Sokołowska
- 2019–2020: Korona królów jako Królowa Elżbieta Bośniaczka, matka Jadwigi Andegaweńskiej

## Nagrody i wyróżnienia
- 2004: „Złota Maska” za najlepsze role kobiece w sezonie 2003/04: Julii w norway.today Igora Bauersimy oraz Petry w Sprawcach Thomasa Jonigka w Teatrze im. Stefana Jaracza w Łodzi
- 2005: „Złota Maska” za najlepszą aktorską kreację kobiecą w sezonie 2004/2005 za rolę Lisy w spektaklu Blask życia w Teatrze im. Stefana Jaracza
- 2005: Nagroda główna za rolę Lisy w przedstawieniu Blask życia Rebecki Gilman w Teatrze im. Stefana Jaracza w Łodzi na V Festiwalu Dramaturgii Współczesnej „Rzeczywistość przedstawiona” w Zabrzu
- 2005: Nagroda jury za rolę Lisy w przedstawieniu Blask życia Rebecki Gilman w Teatrze im. Stefana Jaracza w Łodzi na IV Festiwalu Prapremier w Bydgoszczy
- 2007: Grand Prix za rolę Lisy w Blasku życia na XLVII Kaliskich Spotkaniach Teatralnych
- 2007: „Złota Maska” za najlepszą rolę kobiecą w sezonie w przedstawieniu Habitat Judith Thompson w Teatrze im. Stefana Jaracza
- 2008: nominacja do Nagrody im. Zbyszka Cybulskiego za rolę w filmie 0_1_0
- 2009: nominacja do Nagrody im. Zbyszka Cybulskiego za rolę w filmie Jestem twój
- 2013: Grand Prix za rolę Marty w przedstawieniu Nietoperz w TR Warszawa na LIII Kaliskich Spotkaniach Teatralnych

## Życie prywatne
W związku z Ksawerym Szlenkierem. Mają troje dzieci: Franciszka, który działa jako raper pod pseudonimem Francis FAM, Antoninę i Różę.